# Pteragogus
Pteragogus   es un género de peces de la familia de los Labridae y del orden de los Perciformes.

## Especies
Existen 7 especies de este género, de acuerdo con FishBase:
- Pteragogus aurigarius (Richardson, 1845)[3]
- Pteragogus cryptus Randall, 1981[4]
- Pteragogus enneacanthus (Bleeker, 1853)[5]
- Pteragogus flagellifer (Valenciennes, 1839)[6]
- Pteragogus guttatus (Fowler & Bean, 1928)[7]
- Pteragogus pelycus Randall, 1981[4]
- Pteragogus taeniops (Peters, 1855)[8]